# Die Brücke (2008)
Die Brücke ist ein deutsches, von ProSieben für das Fernsehen produziertes Kriegsdrama aus dem Jahr 2008. Regie führte Wolfgang Panzer, das Drehbuch schrieb Wolfgang Kirchner nach dem gleichnamigen, im Jahr 1958 erschienenen autobiografischen Roman von Manfred Gregor, der bereits im Jahr 1959 mit Die Brücke verfilmt wurde.

## Handlung
Die Handlung spielt im April 1945, am Ende des Zweiten Weltkriegs. Der 16-jährige Schüler Walter Forst wird, zusammen mit sechs Klassenkameraden, in die Wehrmacht einberufen. Walter, Sohn eines Funktionärs der NSDAP, hat eine Affäre mit der Lehrerin Elfie Bauer, die ihn und seine Mitschüler erfolglos von dem befohlenen Einsatz abzubringen versucht.
Die jungen Soldaten werden von einem General mit der Verteidigung einer Brücke gegen die vorrückenden amerikanischen Truppen beauftragt. Sie sind willens, die Brücke bis zum Ende zu halten, sind aber auch geschockt von der Brutalität des Krieges, der seine Opfer fordert. Es gelingt den Jungen, die amerikanische Panzerspitze zum vorläufigen Rückzug zu zwingen. Bei den ganztägigen Kämpfen sterben aber alle bis auf Albert Mutz und Walter Forst. Forst wird schließlich von dem deutschen Sprengkommando erschossen, das die Brücke trotz des Widerstandes der Schüler zerstören will.

## Kritiken
Dieter Bartetzko schrieb in der Frankfurter Allgemeinen Zeitung vom 29. September 2008, der Film sei „grässlich missglückt“. Der Regisseur lasse seine Darsteller „schießen und hechten […] wie Helden in „The Dark Knight“ oder „The Departed““. Franka Potente wirke „lau und farblos wie in einer ersten Textprobe“ und biete eine Leistung, die „an Dilettantismus“ grenze.
In der Frankenpost lobte Eric Leimann (teleschau) u. a. die guten darstellerischen Leistungen: „[…] das ‚Coming of Age‘-Drama wird zum brutalen Kriegsfilm. Die jungen Darsteller machen ihre Sache gut. François Goeske, Lars Steinhöfel, Toni Deutsch, Alexander Becht, Robert Höller, Florian Heppert und Daniel Axt müssen sich nicht verstecken hinter der Leistung von Wepper, Lechtenbrink und Co. Wenig überraschend, dass das Remake in Farbe gedreht wurde und die Schnitte schneller gesetzt sind. Ansonsten merkt man dem Film Wolfgang Panzers den Respekt vor der berühmten Vorlage durchaus an.“ – Leimanns Fazit: „Aus einem beklemmenden, immer noch drastisch wirkenden Meilenstein der deutschen Kinogeschichte ist ein ordentliches, respektvolles Remake entstanden. Nicht mehr, aber auch nicht weniger“.
Tilmann P. Gangloff bemängelte im Kölner Stadt-Anzeiger vom 25. September 2008 die ungelenken Darbietungen der jungen Darsteller sowie die „[…] Karikatur“ der „Verkörperungen der erfahrenen Schauspieler […]“. Er hob die „intensive“ Machart der Kampfszenen einschließlich des Klangbildes hervor: „Notorische Konsumenten von Computer-Ballerspielen werden ihre wahre Freude an den Feuergefechten haben“.
Auf Spiegel Online wurde der Film von Christian Buß stark kritisiert: „Einfach nur erbärmlich – oder schon gemeingefährlich? ProSieben hat Bernhard Wickis Antikriegsfilm Die Brücke zielgruppen- und werbeblockkompatibel zerlegt und fürs Fernsehen neu gedreht – komplett mit Gauleiter-Gags und feucht-schwüler Lovestory: Antifaschismus in Zeiten von Soap und Comedy.“ Er konstatiert: „Statt sich wie Wicki tief in die Faszination der jungen Menschen für den Krieg hineinzudenken, drohen ProSieben-Regisseur Wolfgang Panzer und Autor Wolfgang Kirchner immer wieder eben dieser Faszination zu erliegen.“
Die Zeitschrift TV Spielfilm schrieb, der Film sei ein Remake des Klassikers Die Brücke aus dem Jahr 1959 „für Kids“. Er erfinde „plakative […], aber auch fragwürdige“ Szenen und beinhalte eine „unnötige Erotik-Nebenhandlung“.

## Hintergründe
Der Film wurde mit einem Budget von 3,4 Millionen Euro in Kuldīga, Lettland gedreht. Die Weltpremiere fand am 21. Juni 2008 auf dem Filmfest München statt. Am 29. September 2008 erfolgte die Erstausstrahlung im deutschen Fernsehen bei ProSieben. Insgesamt sahen den Film bei der Erstausstrahlung 3,57 Millionen Menschen.